# Triángulo heroniano

Ejemplo con dos triángulos de Herón: [base 6 y lados 5 (azul)] y [base 8 y lados 5 (verde)]. Ambos tienen 12 unidades de área y están basados en el triángulo pitagórico de lados (3,4,5)

En geometría, un triángulo heroniano (también denominado triángulo de Herón) se caracteriza porque las longitudes de sus lados y su área son todas números enteros. Deben su nombre al matemático helenístico del siglo I Herón de Alejandría. El término a veces se aplica más ampliamente a triángulos cuyos lados y área son todos números racionales.

## Propiedades
Cualquier triángulo rectángulo cuyas longitudes de lado sean una terna pitagórica es un triángulo heroniano, ya que las longitudes laterales de dicho triángulo son números enteros, y su área también lo es, y coincide con la mitad del producto de los dos lados más cortos del triángulo, al menos uno de los cuales debe ser par.

Un triángulo con lados de longitudes c, e y b + d, y altura a.

Un ejemplo de un triángulo heroniano que no está en ángulo recto es el triángulo isósceles con longitudes de lado 5, 5 y 6, cuya área es 12. Este triángulo se obtiene uniendo dos copias del triángulo rectángulo con lados 3, 4 y 5 por los lados de longitud 4. Este enfoque funciona en general, como se ilustra en la imagen adyacente. Se parte de una terna pitagórica (a, b, c), siendo c el más grande, y luego otra (a, d, e), con e siendo el lado más grande. Se construyen los triángulos con estas longitudes de lado, y se unen por los lados de longitud a, para obtener un triángulo con longitudes laterales enteras c, e, y b + d, y con área
{\displaystyle A={\frac {1}{2}}(b+d)a} (un medio del producto de la base por la altura).
Si a es par, el área A es un número entero. Menos obviamente, si a es impar, entonces A sigue siendo un número entero, ya que b y d deben ser pares, lo que hace que b + d también lo sea.
Algunos triángulos de Heron no se pueden obtener al unir dos triángulos en ángulo recto con lados enteros como se describió anteriormente. Por ejemplo, un triángulo heroniano de 5, 29, 30 con área 72 no se puede construir a partir de dos triángulos pitagóricos enteros, ya que ninguna de sus alturas tienen valores enteros. Tampoco se puede construir un triángulo pitagórico primitivo a partir de dos triángulos pitagóricos enteros más pequeños.: p.17  Tales triángulos heronianos se conocen como "indescomponibles". Sin embargo, si se permiten ternas pitagóricas con valores racionales, no necesariamente enteros, siempre existen triángulos rectángulos con lados racionales que se pueden desacomponer, porque cada altura de un triángulo heroniano es racional (ya que equivale al doble del área entera dividida por la base entera). Entonces, el triángulo heroniano con lados 5, 29, 30 puede construirse a partir de triángulos pitagóricos racionales con lados 7/5, 24/5, 5 y 143/5, 24/5, 29. Obsérvese que un triple pitagórico con valores racionales es simplemente una versión escalada de una terna con valores enteros.
Otras propiedades de los triángulos heronianos son las siguientes:
- El perímetro de un triángulo heroniano siempre es un número par,[6] Así, cada triángulo heroniano tiene un número impar de lados de longitud par,[7]: p.3  y cada triángulo primitivo heroniano tiene exactamente un lado par.
- El semiperímetro s de un triángulo heroniano con lados a, b y c nunca puede ser primo. Esto se puede ver por el hecho de que s (s-a) (s-b) (s-c) tiene que ser un cuadrado perfecto y si s es un valor primo, entonces uno de los otros términos debe tener s como factor, pero esto es imposible ya que estos términos son todos menores que s.
- El área de un triángulo heroniano siempre es divisible por 6.[6]
- Todas las alturas de un triángulo heroniano son racionales.[8] Esto puede verse por el hecho de que el área de un triángulo es la mitad de un lado multiplicada por su altura desde ese lado, y un triángulo heroniano tiene lados y área enteros. Algunos triángulos heronianos tienen tres alturas no enteras, por ejemplo, el agudo (15, 34, 35) con el área 252 y el obtuso (5, 29, 30) con el área 72. Cualquier triángulo heroniano con una o más alturas no enteras puede ser escalado por un factor que iguala el mínimo común múltiplo de los denominadores de las alturas para obtener un triángulo heroniano con tres alturas enteras similar.
- Los triángulos heronianos que no tienen una altura entera (indescomponibles y no-pitagóricos) tienen lados que son todos divisibles por primos de la forma 4k + 1.[9]: p.40 . Sin embargo, los triángulos heronianos descomponibles deben tener dos lados que son la hipotenusa de dos triángulos pitagóricos. Por lo tanto, todos los triángulos heronianos que no son pitagóricos tienen al menos dos lados que son divisibles por números primos de la forma 4k  + 1. Todo lo que queda son triángulos pitagóricos. Por lo tanto, todos los triángulos heronianos tienen al menos un lado que es divisible por números primos de la forma 4k + 1. Finalmente, si un triángulo heroniano tiene un solo lado divisible por números primos de la forma 4k + 1, tiene que ser pitagórico con ese lado como hipotenusa, y la hipotenusa debe ser divisible por 5.
- Todos las mediatrices interiores de un triángulo heroniano son racionales: para cualquier triángulo vienen dadas por {\displaystyle p_{a}={\tfrac {2aT}{a^{2}+b^{2}-c^{2}}},} {\displaystyle p_{b}={\tfrac {2bT}{a^{2}+b^{2}-c^{2}}},} y {\displaystyle p_{c}={\tfrac {2cT}{a^{2}-b^{2}+c^{2}}},} donde los lados son a ≥ b ≥ c y el área es T.[10] En un triángulo de Herón, todos los valores de a, b, c y T son enteros.
- No hay triángulos heronianos equiláteros.[8]
- No hay triángulos heronianos con una longitud lateral de 1 o 2.[11]
- Existe un número infinito de triángulos heronianos primitivos con una longitud lateral igual a a siempre que a > 2.[11]
- No hay triángulos heronianos cuyas longitudes laterales formen una progresión geométrica.[12]
- Si dos lados (pero no tres) de un triángulo heroniano tienen un factor común, ese factor debe ser la suma de dos cuadrados.[13]
- Cada ángulo de un triángulo heroniano tiene un seno racional. Esto se deduce de la fórmula del área, Área = (1/2) ab sin C, en la que el área y los lados a y b son enteros (y de manera equivalente, para los otros ángulos). Como todos los triángulos enteros tienen los cosenos de todos los ángulos racionales, esto implica que cada ángulo de un triángulo de Herón tiene una tangente racional.
- No hay triángulos heronianos cuyos tres ángulos internos formen una progresión aritmética. Esto se debe a que al menos un ángulo debe ser de 60°, ángulo cuyo seno no es racional.[14]
- Cualquier cuadrado inscrito en un triángulo heroniano tiene lados racionales: para un triángulo general, el cuadrado inscrito en el lado de longitud a tiene una longitud {\displaystyle {\tfrac {2Ta}{a^{2}+2T}}}, donde T es el área del triángulo;[15] en un triángulo heroniano, tanto T como a son enteros.
- Cada triángulo heroniano tiene un inradio racional (radio de su círculo inscrito): para un triángulo general, el inradio es la relación entre el área y la mitad del perímetro, y ambos son racionales en un triángulo heroniano.
- Cada triángulo heroniano tiene un circunradio racional (el radio de su círculo circunscrito): para un triángulo general, el circumradio equivale a un cuarto del producto de los lados dividido por el área; en un triángulo heroniano, los lados y el área son enteros.
- En un triángulo heroniano la distancia desde el centroide a cada lado es racional, porque para todos los triángulos esta distancia es la relación del doble del área dividida tres veces la longitud del perímetro.[16] Esto se puede generalizar al afirmar que todos los centros están asociados con triángulos heronianos cuyas coordenadas baricéntricas son razones racionales, tienen una distancia racional a cada lado. Estos centros incluyen el circuncentro, el ortocentro, el centro de nueve puntos, el punto simediano, el incentro y el punto de Nagel.[17]

## Fórmula exacta para triángulos heronianos
El matemático indio Brahmagupta (598-668 A.D.) dedujo la solución paramétrica, de modo que cada triángulo heroniano tiene lados proporcionales a:
{\displaystyle a=n(m^{2}+k^{2})}
{\displaystyle b=m(n^{2}+k^{2})}
{\displaystyle c=(m+n)(mn-k^{2})}
{\displaystyle {\text{Semiperímetro}}=s=(a+b+c)/2=mn(m+n)}
{\displaystyle {\text{Área}}=mnk(m+n)(mn-k^{2})}
{\displaystyle {\text{Inradio}}=k(mn-k^{2})}
{\displaystyle s-a=n(mn-k^{2})}
{\displaystyle s-b=m(mn-k^{2})}
{\displaystyle s-c=(m+n)k^{2}}
para los enteros m, n y k, donde:
{\displaystyle \gcd {(m,n,k)}=1}
{\displaystyle mn>k^{2}\geq m^{2}n/(2m+n)}
{\displaystyle m\geq n\geq 1}.
El factor de proporcionalidad generalmente es a p⁄q donde q = mcd (a, b, c) reduce el triángulo heroniano generado a su primitivo y p escala este triángulo primitivo al tamaño requerido. Por ejemplo, tomando m = 36, n = 4 y k = 3 produce un triángulo con a = 5220, b = 900 y c = 5400, que es similar al triángulo heroniano 5, 29, 30; y el factor de proporcionalidad utilizado tiene p = 1 y q = 180.
El obstáculo para un uso en ordenador de la solución paramétrica de Brahmagupta es el denominador q del factor de proporcionalidad, puesto que q solo se puede determinar calculando el máximo común divisor de los tres lados ( mcd (a, b, c) ) e introduce un elemento de impredecibilidad en el proceso de generación. La manera más fácil de generar listas de triángulos heronianos es generar todos los triángulos enteros hasta una longitud máxima de lado y comprobar si su área es un entero.
Los algoritmos más rápidos han sido ideados por Kurz (2008).
Véanse también las fórmulas para triángulos heronianos con un ángulo dos veces otro, triángulos heronianos con lados en progresión aritmética y triángulos isósceles heronianos.

## Ejemplos
La lista de triángulos heronianos enteros primitivos, ordenados por área y, si esta coincide,
por perímetro, comienza como en la siguiente tabla.
"Primitivo" significa que el máximo común divisor de las longitudes de los tres lados es igual a 1.
| Área | Perímetro | Longitud lado b+d | Longitud lado e | Longitud lado c |
| ---- | --------- | ----------------- | --------------- | --------------- |
| 6    | 12        | 5                 | 4               | 3               |
| 12   | 16        | 6                 | 5               | 5               |
| 12   | 18        | 8                 | 5               | 5               |
| 24   | 32        | 15                | 13              | 4               |
| 30   | 30        | 13                | 12              | 5               |
| 36   | 36        | 17                | 10              | 9               |
| 36   | 54        | 26                | 25              | 3               |
| 42   | 42        | 20                | 15              | 7               |
| 60   | 36        | 13                | 13              | 10              |
| 60   | 40        | 17                | 15              | 8               |
| 60   | 50        | 24                | 13              | 13              |
| 60   | 60        | 29                | 25              | 6               |
| 66   | 44        | 20                | 13              | 11              |
| 72   | 64        | 30                | 29              | 5               |
| 84   | 42        | 15                | 14              | 13              |
| 84   | 48        | 21                | 17              | 10              |
| 84   | 56        | 25                | 24              | 7               |
| 84   | 72        | 35                | 29              | 8               |
| 90   | 54        | 25                | 17              | 12              |
| 90   | 108       | 53                | 51              | 4               |
| 114  | 76        | 37                | 20              | 19              |
| 120  | 50        | 17                | 17              | 16              |
| 120  | 64        | 30                | 17              | 17              |
| 120  | 80        | 39                | 25              | 16              |

| Área | Perímetro | Longitud lado b+d | Longitud lado e | Longitud lado c |
| ---- | --------- | ----------------- | --------------- | --------------- |
| 126  | 54        | 21                | 20              | 13              |
| 126  | 84        | 41                | 28              | 15              |
| 126  | 108       | 52                | 51              | 5               |
| 132  | 66        | 30                | 25              | 11              |
| 156  | 78        | 37                | 26              | 15              |
| 156  | 104       | 51                | 40              | 13              |
| 168  | 64        | 25                | 25              | 14              |
| 168  | 84        | 39                | 35              | 10              |
| 168  | 98        | 48                | 25              | 25              |
| 180  | 80        | 37                | 30              | 13              |
| 180  | 90        | 41                | 40              | 9               |
| 198  | 132       | 65                | 55              | 12              |
| 204  | 68        | 26                | 25              | 17              |
| 210  | 70        | 29                | 21              | 20              |
| 210  | 70        | 28                | 25              | 17              |
| 210  | 84        | 39                | 28              | 17              |
| 210  | 84        | 37                | 35              | 12              |
| 210  | 140       | 68                | 65              | 7               |
| 210  | 300       | 149               | 148             | 3               |
| 216  | 162       | 80                | 73              | 9               |
| 234  | 108       | 52                | 41              | 15              |
| 240  | 90        | 40                | 37              | 13              |
| 252  | 84        | 35                | 34              | 15              |
| 252  | 98        | 45                | 40              | 13              |

| Área | Perímetro | Longitud lado b+d | Longitud lado e | Longitud lado c |
| ---- | --------- | ----------------- | --------------- | --------------- |
| 252  | 144       | 70                | 65              | 9               |
| 264  | 96        | 44                | 37              | 15              |
| 264  | 132       | 65                | 34              | 33              |
| 270  | 108       | 52                | 29              | 27              |
| 288  | 162       | 80                | 65              | 17              |
| 300  | 150       | 74                | 51              | 25              |
| 300  | 250       | 123               | 122             | 5               |
| 306  | 108       | 51                | 37              | 20              |
| 330  | 100       | 44                | 39              | 17              |
| 330  | 110       | 52                | 33              | 25              |
| 330  | 132       | 61                | 60              | 11              |
| 330  | 220       | 109               | 100             | 11              |
| 336  | 98        | 41                | 40              | 17              |
| 336  | 112       | 53                | 35              | 24              |
| 336  | 128       | 61                | 52              | 15              |
| 336  | 392       | 195               | 193             | 4               |
| 360  | 90        | 36                | 29              | 25              |
| 360  | 100       | 41                | 41              | 18              |
| 360  | 162       | 80                | 41              | 41              |
| 390  | 156       | 75                | 68              | 13              |
| 396  | 176       | 87                | 55              | 34              |
| 396  | 198       | 97                | 90              | 11              |
| 396  | 242       | 120               | 109             | 13              |

Las listas de triángulos heronianos primitivos cuyos lados no exceden los 6.000.000 se pueden encontrar en «Lists of primitive Heronian triangles». Sascha Kurz, University of Bayreuth, Germany. Archivado desde el original el 9 de mayo de 2016. Consultado el 29 de marzo de 2016.

## Triángulos ecuables
Una forma se llama ecuable si su área es igual a su perímetro. Hay exactamente cinco triángulos heronianos ecuables: los que tienen longitudes laterales (5, 12, 13), (6, 8, 10), (6, 25, 29), (7, 15, 20) y (9, 10, 17).

## Triángulos heronianos casi equiláteros
Como el área de un triángulo equilátero con lados racionales es un número irracional, ningún triángulo equilátero es heroniano. Sin embargo, existe una secuencia única de triángulos heronianos que son "casi equiláteros" porque los tres lados tienen la forma n - 1, n, n + 1. Un método para generar todas las soluciones a este problema basado en fracciones continuas fue descrito en 1864 por Edward Sang, y en 1880 Reinhold Hoppe dio una forma explícita para las soluciones. Los primeros ejemplos de estos triángulos casi equiláteros se enumeran en la siguiente tabla (sucesión A003500 en OEIS):
| Longitud lados | Longitud lados | Longitud lados | Área      | Inradio |
| n − 1          | n              | n + 1          | Área      | Inradio |
| -------------- | -------------- | -------------- | --------- | ------- |
| 3              | 4              | 5              | 6         | 1       |
| 13             | 14             | 15             | 84        | 4       |
| 51             | 52             | 53             | 1170      | 15      |
| 193            | 194            | 195            | 16296     | 56      |
| 723            | 724            | 725            | 226974    | 209     |
| 2701           | 2702           | 2703           | 3161340   | 780     |
| 10083          | 10084          | 10085          | 44031786  | 2911    |
| 37633          | 37634          | 37635          | 613283664 | 10864   |

Los valores posteriores de n se pueden encontrar multiplicando el valor anterior por 4, luego restando el valor anterior a ese (52 = 4 × 14 - 4, 194 = 4 × 52 - 14, etc.), por lo tanto:
{\displaystyle n_{t}=4n_{t-1}-n_{t-2}\,,}
donde t denota cualquier fila en la tabla. Esta es un sucesión de Lucas. Alternativamente, la fórmula {\displaystyle (2+{\sqrt {3}})^{t}+(2-{\sqrt {3}})^{t}} genera todo n. Equivalentemente, sean A el área, e y el inradio, entonces:
{\displaystyle {\big (}(n-1)^{2}+n^{2}+(n+1)^{2}{\big )}^{2}-2{\big (}(n-1)^{4}+n^{4}+(n+1)^{4}{\big )}=(6ny)^{2}=(4A)^{2}}
donde {n, y} son soluciones para n2 - 12y2 = 4. Una pequeña transformación n = 2x produce una ecuación de Pell convencional x2 - 3y2 = 1, cuyas soluciones pueden deducirse de la expansión de una fracción continua regular para √3.
La variable n tiene la forma {\displaystyle n={\sqrt {2+2k}}}, donde k es 7, 97, 1351, 18817, …. Los números en esta secuencia tienen la propiedad de que k enteros consecutivos tienen desviación típica entera.